# Žadeit

Žadeit je monoklinski alkalni piroksenski mineral kemične formule NaAl[Si2O6]. Ima veliko specifično gostoto 3.4. Žadeit ustvarja serijo trdnih raztopin z drugimi piroksenskimi skrajnimi členi, kot sta avgit in diopsid (kalcijev in magnezijev skrajni člen), aegirin (NaFe3 + [Si2O6]) in kozmoklor (NaCr3+Si2O6). Pirokseni bogati z žadeitno in avgitno komponento so poznani pod imenom omfacit.

## Nastanek in nahajališča
Žadeit nastaja v metamorfnih kamninah pod visokim tlakom in pri relativno nizki temperaturi. Albit (NaAlSi3O8) je pogost mineral v Zemljini skorji in ima specifično gostoto 2.6, mnogo manjšo od žadeita, s povečanjem tlaka se albitna kemična struktura lomi i nastane mešanica žadeita in kremena (SiO2).
Kamnine, ki v celoti sestojijo iz minerala žadeita imenujemo žadeitit. V poznanih nahajališčih je žadeitit nastal iz fluida znotraj subdukcijskih con, v skupini s serpentini. Žadeit je odporen na obrabo. Žadeititni pesek nastaja v s serpentini bogatih nahajališčih.
Razen s serpentini in kremeni, se žadeit nahaja skupaj s glaukofanom, lawsonitom in muskovitom.
Barva žadeita variira od bele, preko bledo zelene do temno zelene, lahko pa je tudi v modrozelenih odtenkih (kot nedavno odkrili olmeški modri žad), barve sivke in še v mnogih redkih odtenkih. Barva je običajno odvisna od prisotnosti elementov v sledeh, kot sta Cr in Fe. Prosojnost lahko variira od popolnoma prozorne do popolnoma motne. Variacije v barvi in prozornosti so lahko prisotne tudi pri istem primerku. Trenutno najbolj poznana nahajališča žadeita, ki se uporablja kot drago kamenje so v Kaliforniji, Mjanmaru, Novi Zelandiji in Gvatemali; ostale lokacije so še v Kazahstanu, Rusiji, Britanski Kolumbiji, na Aljaski te v Turkmenistanu.

## Žad
Jadeit je eden od dveh mineralov ki ju imenujemo žad. Drugi je njegov amfibolski par nefrit. Žad se je v prazgodovini uporabljal za izdelavo orožja i orodja. Najbolj cenjen je žad temnozelenih odtenkov, sestavljen iz vlaknastih in vrvičastih sestavin minerala žadeita. Na Kitajskem je tradicionalno zelo cenjen beli žadeit, celo bolj od plemenitih kovin. Trenutno je najpopularnejši "carsko zeleni žad" smaragdno zelene barve in visoke stopnje prozornosti.
Drugi odtenki, na primer "olmeško modra", ki je temnomodre barve, prosojen in ima bele lise, postaja vse bolj cenjen. Prav "olmeško modri" žad se še posebej odlikuje zaradi svoje edinstvene lepote, pa tudi zaradi zgodovinske uporabe v mezoameriških civilizacijah (Olmeki). Varianta tega je bila nedavno odkrita v Gvatemali, je zelo redek in se o njem malo ve, kar mu daje še večjo ceno.
Pri nakupu žada, se kvaliteta določa glede na stopnjo prosojnosti, čistočo in odtenek barve. Včasih se tudi drugi minerali (serpentin ali kremen) prodajajo pod imenom žad, vendar se razlika vedno lahko ugotovi glede na trdoto  (6,5 žadeit) in možnost klanja (pri žadeitu dobra).